# Merionoeda flavonotatus
Merionoeda flavonotatus är en skalbaggsart som först beskrevs av Maurice Pic 1902.  Merionoeda flavonotatus ingår i släktet Merionoeda och familjen långhorningar. Inga underarter finns listade i Catalogue of Life.